# Кренгольм
Кренгольм (Кренгхольм) (эст. Kreenholm; нем. Krähnholm означает вороний остров) — остров на реке Нарва в черте города Нарва уезда Ида-Вирумаа.

## География
Площадь острова составляет 13 га (750 метров в длину и 250 метров в ширину). Остров делит Нарвские водопады на западный и восточный участки. Восточный участок находится в центре русско-эстонской границы. Самый восточный остров в Эстонии.

## История
Уже в XIV веке на острове функционировала лесопилка. В 1538 году выше острова по течению реки Ливонским орденом были построены водяные мельницы. С 1823 года на правом берегу реки Нарва начала работать суконная фабрика купца Пауля Момма. На том же берегу работала льнянопрядильная фабрика барона Штиглица.
В 1856 году остров приобрёл Людвиг Кноп, и началось строительство ткацкой фабрики. На острове расположены производственные здания Кренгольмской мануфактуры (старые здания льнянопрядильной фабрики и старые и новые — ткацкой фабрики).